# KPD Rheinland-Pfalz
Die KPD Rheinland-Pfalz war die Landesorganisation der KPD in Rheinland-Pfalz.

## Geschichte

### Vorgeschichte
In der Weimarer Republik bestand keine einheitliche Organisation der KPD auf dem Gebiet des heutigen Rheinland-Pfalz. Die KPD war reichsweit in 24 Bezirke gegliedert. 

### Neugründung nach dem Zweiten Weltkrieg
Nach dem Zweiten Weltkrieg bildeten sich lokale Gruppen der KPD. In der Französischen Besatzungszone erlaubte die Verordnung Nr. 32 vom 13. Dezember 1945 die Gründung von Parteien auf überregionaler Ebene. Dem Antrag der Partei auf Zulassung vom 27. Januar 1946 folgte am 4. Februar 1946 die Zulassung. Herbert Müller wurde zum Landessekretär gewählt. Auf dem ersten Landesparteitag am 18./19. Mai 1946 wurde Müller als Landesvorsitzender bestätigt. 
Wie in anderen Ländern bemühte sich auch die KPD Rheinland-Pfalz um einen Zusammenschluss mit der SPD. Spätestens nachdem sich die Zwangsvereinigung von SPD und KPD in der SBZ abzeichnete, endete die Bereitschaft in der SPD für einen Zusammenschluss in den Westzonen abrupt.
Die französische Militärregierung ernannte eine Reihe von KPD-Mitgliedern zu Funktionsträgern von Staatsämtern. So stellte die KPD mit Willy Feller den Minister für Wiederaufbau in der Allparteienregierung Boden.

### Wahlergebnisse
Bei den Gemeindewahlen im September 1946 erreichte die KPD 6,5 %, bei den Kreistagswahlen im Oktober des gleichen Jahres 7,4 %. Bei der Wahl zur Beratenden Landesversammlung erhielt die KPD 7,1 % und 9 Mandate. Im Landtag Rheinland-Pfalz war die KPD in der ersten Wahlperiode mit acht Abgeordneten vertreten, nachdem sie bei der Landtagswahl in Rheinland-Pfalz 1947 8,7 % der Stimmen erreicht hatte. 
Gemeinsam mit der Landtagswahl fand die Abstimmung über die Verfassung für Rheinland-Pfalz statt. Die KPD rief zur Ablehnung auf, konnte sich jedoch nicht durchsetzen. Die KPD hatte die Aufnahme einer Bodenreform und der Sozialisierung der Unternehmen sowie eine Einheitsschule gefordert, konnte sich mit diesen Vorstellungen jedoch nicht durchsetzen.
Bei der Bundestagswahl 1949 erreichte die KPD in Rheinland-Pfalz 6,2 % (88.949 Wähler) (bundesweiter Schnitt: 5,7 %). Otto Niebergall gelang so der Einzug in den Bundestag.
Bei der Landtagswahl in Rheinland-Pfalz 1951 erreichte die KPD 4,3 % und konnte, genauso wie bei der Landtagswahl 1955 mit 3,2 %, nicht mehr in den Landtag einziehen.

## Säuberungen, Bedeutungsverlust und Verbot
Die KPD Rheinland-Pfalz wurde ab 1948 durch eine Reihe innerparteilicher „Säuberungen“ geschwächt. Herbert Müller wurde auf dem dritten Landesparteitag 1948 als Landesvorsitzender abgelöst und durch Otto Niebergall ersetzt. Herbert Müller verließ die Partei und schloss sich der SPD an. Auch eine Reihe anderer führender Funktionäre wurde gemaßregelt.
Die durch Verfall und Lähmung gekennzeichnete Partei wurde am 17. August 1956 verboten.

## Illegale Arbeit und Nachfolgeorganisationen
Auch Mitglieder der KPD Rheinland-Pfalz versuchten das Verbot zu umgehen. Bei den folgenden Kommunalwahlen traten die Kommunisten in einigen Hochburgen als „Unabhängige Wählergruppen“ an. Bei den Kommunalwahlen am 11. November 1956 wurden 25 solcher Listen als „Tarnlisten“ nicht zugelassen. 1969 wurde die DKP gegründet. Diese erreichte bei den Landtagswahlen 1971 mit 0,9 % ihr bestes Ergebnis. Sie verlor kontinuierlich, bis sie 1987 noch 0,1 % der Stimmen auf sich vereinigen konnte.

## Mitgliederentwicklung
| Zeitpunkt      | Mitgliederzahl |
| -------------- | -------------- |
| April 1947     | 20.282         |
| September 1947 | 25.000         |
| November 1947  | 20.790         |
| Januar 1948    | 16.895         |
| Juli 1948      | 14.187         |
| Dezember 1948  | 12.304         |
| Dezember 1949  | 12.006         |
| Dezember 1950  | 6.292          |
| Dezember 1951  | 6.354          |
| August 1956    | 3.900          |

## Parteizeitungen
Die KPD Rheinland-Pfalz gab eine Zeitung mit dem Namen Neues Leben heraus. Nach längeren Vorbereitungen erteilte die französische Besatzungsmacht am 3. Juni 1947 die Lizenz zur Herausgabe einer landesweiten Parteizeitung der KPD. Bereits vorher hatte es KPD-Zeitungen auf Kreis- und Bezirksebene gegeben. Als Lizenzträger fungierten Herbert Müller, Ernst Buschmann und Adolf Betz. Verantwortliche Redakteure sollten Willy Feller, Willi Gräfe und Arno Freiberg werden. Feller und Gräfe wurden von den Besatzungsbehörden jedoch im Hinblick auf deren Staatsämter abgelehnt.
Die Erstausgabe am 8. August 1947 erschien in einer Auflage von 17.000 Exemplaren. Die Zeitung, die anfangs zweimal in der Woche erschien, konnte zunächst die Auflage steigern und erreichte August 1948 mit 19.000 Abonnements den Höhepunkt der Auflage (die frei verkaufte Auflage betrug nur wenige hundert Exemplare). Analog der Entwicklung der Mitgliederzahlen sank die Auflage dann kontinuierlich und betrug 1950 zum Zeitpunkt des Verbotes der Zeitung etwa 8.000 Stück.
Die Zeitung betrieb eine aggressive Propaganda unter bewusster Verletzung der presserechtlichen Vorschriften. Um sich vor möglichen Sanktionen zu schützen, griff man auf die Strategie des „Sitzredakteurs“ zurück. Tatsächlicher Chefredakteur war Willy Feller, VisdP zeichnete Hans Ritter bzw. ab dem 1. Januar 1950 Adolf Dussmann. Im Rahmen der parteiinternen "Säuberungen" wurde Friedel Janecek am 13. April 1950 Chefredakteur.
Vom 4. bis 17. April 1949 wurde die Zeitung erstmals wegen Verstoßes gegen Presserecht verboten. Ein weiteres Verbot ereilte die Zeitung vom 23. April bis 9. Mai 1950. Mit Wirkung vom 20. Juni 1950 erfolgte das endgültige Verbot der Zeitung.
Um das Verbot zu umgehen, wurde die Parteizeitung des Bezirks des KPD Baden, „Unser Tag“, ab dem 4. November 1950 auch in Rheinland-Pfalz als Parteizeitung eingesetzt.

## Personen

### Vorsitzende
- Herbert Müller (1945–1948)
- Otto Niebergall (1948–1950)
- Ernst Buschmann (1950–1951)
- Georg Gampfer (1951)
- Albin Stobwasser (1951–1953)
- Wolfgang Greisinger (1954–1956)

### Abgeordnete nach 1945
| Name              | Beratende Landesversammlung | 1. Wahlperiode                                         |
| ----------------- | --------------------------- | ------------------------------------------------------ |
| Paul Baumann      | Mitglied                    |                                                        |
| Fritz Baumgärtner | Mitglied                    | Mitglied (aus KPD ausgetreten am 17. Februar 1951)     |
| Adolf Betz        | Mitglied                    | Mitglied                                               |
| Ernst Buschmann   | Mitglied                    | Fraktionsvorsitzender                                  |
| Hans Eiden        | 0                           | Mitglied (ausgeschieden am 14. Juni 1948)              |
| Willy Feller      | Mitglied                    | Mitglied                                               |
| Hans Griesbeck    |                             | eingetreten am 8. Juli 1948 für Hans Eiden             |
| Josefine Halein   |                             | Nachrückerin für Paul Baumann                          |
| Friedel Janecek   | Mitglied                    |                                                        |
| Konrad Lein       | Mitglied                    |                                                        |
| Herbert Müller    | Fraktionsvorsitzender       | Fraktionsvorsitzender bis 1948; ab 5. Oktober 1949 SPD |
| Leo Schieder      | Mitglied                    | Mitglied                                               |